# Open Publication License
A Open Publication License (OPL), em português Licença de Publicação Aberta, foi publicada pelo Open Content Project em 1999 como uma licença pública de direitos autorais para documentos. Ela substituiu a Open Content License (Licença de Conteúdo Aberto), que foi publicada pelo Projeto de Conteúdo Aberto em 1998. A partir de 2002-2003, passou a ser substituída, por sua vez, pelas licenças Creative Commons.